# Елувий
Елувий (на латински: eluo – „измивам“) се наричат материалите (дребни скали, камъни, чакъли, пясъци, глини и др.), които след изветрянето на скалите остават на мястото на разрушените скали и само много малка част от тях се пренасят на друго място. Елувиалните образувания играят важна роля като защитници на основните скали след образуването на изветрителната покривка, като по този начин релефът запазва за дълго време външния си изглед. Елувиалните наслаги са характерни главно за равнинните райони, за разлика от делувиалните, които се отнасят надалеч и са характерни за планинските области.
При елувиалните наслаги се наблюдават следните зони:
- глинесто-песъчлива зона – най-горния слой. Покрита е с почва, в която се разполагат корените на растенията.
- чакълеста зона – от изветрели в различна степен скални късове.
- едроблокова зона – със запазени отвътре, а изветрели по повърхността блокове с глинест пълнител.
- монолитна зона – постепенно преминава в свежа скала. Изградена е от големи късове. От повърхността в дълбочина плътността и якостта нарастват, водопропускливостта намалява. Елувиалните отложения са нееднородни по състав и свойства.